# Bring on the Lucie (Freeda Peeple)
Bring on the Lucie (Freeda Peeple) è una canzone di John Lennon pubblicata sul suo album Mind Games (1973).

## Il brano

### Storia, composizione e registrazione
John Lennon aveva già iniziato a incidere canzoni ad argomento politico ai tempi dei Beatles, con brani come Revolution (1968). L'argomento politico raggiunse poi l'apice della sua importanza con l'album Some Time in New York City (1972). La composizione di Bring on the Lucie era stata cominciata già nel 1971, con il titolo di Free the People, come testimonia un demo dell'epoca, in cui l'ex-beatle suona tre accordi su una chitarra resofonica; Lennon recuperò la canzone due anni dopo per includerla su Mind Games. La performance vocale del chitarrista è molto sentita, ma la musica non lega bene con il testo, basandosi principalmente su un calmo groove. Bring on the Lucie è una delle due tracce di Mind Games ad avere Rick Marotta come batterista oltre Jim Keltner; l'altra è Meat City.

### Pubblicazione ed accoglienza
Bring on the Lucie è la quinta traccia del lato A di Mind Games, pubblicato il 29 ottobre nel Regno Unito ed il 16 del mese seguente negli Stati Uniti; preceduta da One Day (At a Time), è inoltre dell'ultima canzone della facciata, eccezion fatta per Nutopian International Anthem, che consiste solo in una manciata di secondi di silenzio. Inoltre, solo nella ristampa del 2002, un demo di Freeda People appare come bonus track. Un'altra versione in studio del pezzo appare sul box-set John Lennon Anthology (1998).
Indicata da Stephen Thomas Erlewine come uno dei migliori pezzi dell'album, assieme alla title track, One Day (At a Time) e Meat City, secondo AllMusic, in questo caso Lennon nasconde le sue idee politiche sotto frasi umoristiche, mentre il sito keno.org ha dato a questa traccia il massimo dei voti. Al contrario, Wilson & Arloy's hanno affermato che si tratta solo di una stupida canzone "pseudorivoluzionaria", mostrando così il loro disaccordo con i concetti espressi nel pezzo.

## Formazione
- John Lennon: voce, chitarra
- David Spinozza: chitarra
- Peter e Sneaky Pete Kleinow: steel guitar a pedale
- Gordon Edwards: basso
- Ken Ascher: tastiera
- Jim Keltner: batteria
- Rick Marotta: batteria
- "Something Different": cori[1]